# Toʻlqin Qurbonov
Toʻlqin Qurbonov (usbekisch Тўлқин Қурбонов, Transkription Toʻlqin Qurbonov; auch Tulkun Kurbanow, russisch Тулкун Умарович Курбанов, Transkription Tulkun Umarowitsch Kurbanow, wiss. Transliteration Tulkun Umarovič Kurbanov; geboren am 10. Oktober 1936 in Taschkent, Usbekische SSR, Sowjetunion; gestorben 2002 in Usbekistan) war ein usbekischer und sowjetischer Komponist, Sinfoniker und Hochschullehrer.

## Leben
Qurbonov wurde in Taschkent als fünftes Kind des Politikers Umar Qurbonov geboren, der in jenen Jahren den Repressionen des Stalin-Terrors ausgesetzt war. Dennoch konnte Toʻlqin Qurbonov ab dem Alter von 14 Jahren in Taschkent die nach Reinhold Glière benannte Spezialmusikschule besuchen. Er erlernte dort das Streichinstrument Ghichak, begann sich aber bereits fürs Komponieren zu interessieren. Er studierte von 1956 bis zum Abschluss 1961 Komposition am Konservatorium Taschkent bei Boris Nadeschdin (1905–1961) und war dann bis 1963 Mitarbeiter  am Institut für Kunstgeschichte, benannt nach Chamsa Nijasi. Dort beschäftigte er sich mit der Erforschung der verschiedenen Traditionen in der usbekischen Musik, erkundete deren Modi, Tonarten und rhythmische Muster, Merkmale, die er später in seinen Werken verarbeitete. Er ergänzte seine Ausbildung ferner durch ein postgraduales Studium bei Boris Seidman (1963–1966).
Ab 1966 unterrichtete er selbst am Konservatorium Taschkent, mit Ausnahme der Jahre 1968–1969, in denen er als Assistent von Boris Arapow am Leningrader Konservatorium tätig war. Zurück in Taschkent, lehrte Qurbonov am Konservatorium die Fächer Komposition und Instrumentation, ab 1982 als Dozent, ab 1994 als Professor.

## Schaffen
Qurbonov galt als wichtiger Vertreter der Kompositionsschule Usbekistans. Sein Schaffen umfasste hauptsächlich Werke für Orchester, darunter Sinfonien, Sinfonische Dichtungen, Suiten und Ouvertüren, ferner ein Ballett (Ширак), Kammer-, Vokal- und Filmmusik sowie Werke für Blasinstrumente und für Orchester aus traditionellen usbekischen Instrumenten.
Stilistisch verbindet Qurbonov West und Ost, europäische Klassik und zentralasiatische, usbekische Musik. Zu seinen Hauptwerken zählen seine 9 Sinfonien, entstanden im Zeitraum von 1961 bis 2000. Zur frühen Periode gehören die erste Sinfonie (1961), komponiert als Abschlussarbeit am Konservatorium, die zweite (1964) zum 40. Jahrestag der Usbekischen SSR und die dritte Sinfonie (1966). Zur reifen Periode zählen die weiteren Sinfonien, darunter die Vierte (1974), „der Dritten Welt gewidmet“, die Fünfte (1977) über den Poeten Chamsa Nijasi und die meditative Sechste (1985) über die ersten Jahre der Perestroika. In der tragischen Neunten (2000) verarbeitet Qurbonov das Schicksal seines Vaters, der 1936 kurz vor der Geburt seines Sohnes als „Volksfeind“ verhaftet und erst später  rehabilitiert worden war. Der Komponist erlebte die Uraufführung dieser Sinfonie, deren Hauptthema einem Mugham entlehnt ist, nicht mehr, sie fand erst 2002 im Todesjahr Qurbonovs posthum statt. Die siebte (1990) und die achte Sinfonie (1991), gewidmet dem Gedenken an den Mystiker Ahmed Yesevi (etwa 1100–1166), sind für ein Orchester aus Volksinstrumenten (оркестр узбекских народных инструментов) komponiert.
Als Hochschullehrer veröffentlichte er in usbekischer Sprache ein Lehrbuch der Polyphonie. Bei ihm studierten u. a. Waleri Saparow (* 1947), Nuriddin Gijassow (* 1957), Abdulasis Chassanow (* 1968) und Dilorom Amanullajewa (* 1959).

## Auszeichnungen
Qurbonov wurde 1999 mit dem Ehrentitel „Verdienter Künstler Usbekistans“ ausgezeichnet.